# Miconia capitellata
Miconia capitellata är en tvåhjärtbladig växtart som beskrevs av Célestin Alfred Cogniaux. Miconia capitellata ingår i släktet Miconia och familjen Melastomataceae. IUCN kategoriserar arten globalt som nära hotad.
Artens utbredningsområde är Ecuador. Inga underarter finns listade i Catalogue of Life.